# José Ismael Sarmiento
José Ismael Sarmiento Riaño (* 15. Juli 1973) ist ein kolumbianischer Straßenradrennfahrer.
José Ismael Sarmiento begann seine Profi-Karriere 1997 bei dem kolumbianischen Radsportteam Lotería de Boyaca. In seinem zweiten Jahr dort konnte er jeweils die Gesamtwertung der Vuelta a Guatemala und der Vuelta de Higuito für sich entscheiden. In der Saison 2001 gewann er die Vuelta a Cundinamarca. 2002 gewann Sarmiento bei der Panamerikameisterschaft die Silbermedaille im Straßenrennen. Beim Clásica Nacional Ciudad de Anapoima gewann er 2002 und 2003 je eine Etappe und konnte so auch die Gesamtwertung für sich entscheiden. Außerdem wurde er 2003 Erster der Gesamtwertung beim Clásica de Fusagasugá. 2004 gewann Sarmiento eine Etappe bei der Vuelta a Colombia und 2005 die Gesamtwertung der Vuelta a Boyacà. Beim Clásico RCN konnte er 2006 zwei Etappen und 2007 ein Teilstück für sich entscheiden. Bei der Tour de la Guadeloupe war er 2009 mit seinem Team Only USL beim Mannschaftszeitfahren erfolgreich.

## Erfolge
1998
- eine Etappe und Gesamtwertung Vuelta a Guatemala

2001
- eine Etappe Vuelta a Guatemala

2002
- Silber bei den Panamerikanischen Meisterschaften – Straßenrennen

2004
- eine Etappe Vuelta a Colombia

2006
- zwei Etappen Clásico RCN

2007
- eine Etappe Clásico RCN

2009
- eine Etappe Tour de la Guadeloupe (Mannschaftszeitfahren)

## Teams
- 1995 Pony Malta-Avianca
- 1996 Pony Malta-Avianca
- 1997 Lotería de Boyaca
- 1998 Lotería de Boyaca
- 1999 Lotería de Boyaca
- 2000 Lotería de Boyaca
- 2001 Lotería de Boyaca
- 2002 Lotería de Boyaca
- 2003 Lotería de Boyaca
- 2004 Lotería de Boyaca

- 2013 EBSA-Indeportes Boyacá